# Рубцова, Варвара Владимировна
Варвара Владимировна Рубцова (родилась 6 февраля 2001 года в Москве) — российская футболистка, нападающий московского «Динамо».

## Карьера
Начала заниматься футболом с 8 лет. В возрасте 11 лет пришла на просмотр в спортшколу «Чертаново», после чего была принята. Первый тренер — Татьяна Бикейкина.

### Клубная
В январе 2017 года была приглашена на предсезонный сбор основной команды Чертаново, и была заявлена на сезон. Дебютировала за Чертаново во втором туре чемпионата России 24 апреля 2017 года в гостевом матче против «Звезды-2005», выйдя на 90+1 минуте вместо Кристины Комиссаровой. 2 июня 2017 года в 1/8 финала Кубка России против ДЮСШ № 13 (Ярославль) провела свой второй матч, выйдя на замену на 46 минуте матча вместо Анастасии Березиной.
В 2018 году выступала за московский «Локомотив», сыграла один неполный матч в высшей лиге — 4 мая 2018 года против ЦСКА, а также одну игру в Кубке России. По окончании сезона покинула команду.
В конце 2020 года в статусе свободного агента подписала долгосрочный (на 3 года) контракт с ЖФК «Краснодар».
Игрок молодёжного состава московского «Динамо» с декабря 2021 года. 24 апреля 2022 года в своём дебютном матче против «Краснодара» (1:1) Рубцова сделала первый в истории ЖФК «Динамо» голевой пас на Алину Чистякову. 6 августа в матче 15-го тура с ЖФК «Рязань-ВДВ» (2:0) забила свой первый гол за «Динамо». Этот гол был признан болельщиками «Динамо» лучшим голом в августе. В составе «Динамо» стала серебряным призёром Молодёжного первенства 2022 года.

### В сборной
За юниорскую сборную России дебютировала в товарищеской игре 16 октября 2016 года в матче против «Минск» U-19, выйдя на замену на 50 минуте матча вместо Кристины Черкасовой, и отметилась двумя голами на 55 и 70 минутах матча. 24 октября 2016 провела первую официальную игру за юниорскую сборную в первом отборочном раунде женского юниорского чемпионата Европы (U-17) против сборной Словении. 26 октября на 38 минуте забила свой первый гол в отборе в ворота сборной Литвы. Всего за юниорскую сборную сыграла 30 матчей и забила 14 голов.